# Мохаммед Хаді Сараві
Мохаммед Хаді Сараві (перс. محمدهادی ساروی) (6 січня 1997 , Амол, Мазендеран ) — іранський борець греко-римського стилю, чемпіон світу, чемпіон Азії, бронзовий призер Олімпійських ігор 2020.

## Спортивні результати на міжнародних змаганнях

### Виступи на Олімпіадах
| Змагання                    | Збірна | Вагова категорія                 | Місце  |
| --------------------------- | ------ | -------------------------------- | ------ |
| Літні Олімпійські ігри 2020 | Іран   | греко-римська боротьба, до 97 кг | Бронза |

### Виступи на Чемпіонатах світу
| Змагання                        | Збірна | Вагова категорія                 | Місце  |
| ------------------------------- | ------ | -------------------------------- | ------ |
| Чемпіонат світу з боротьби 2019 | Іран   | греко-римська боротьба, до 97 кг | 7      |
| Чемпіонат світу з боротьби 2021 | Іран   | греко-римська боротьба, до 97 кг | Золото |
| Чемпіонат світу з боротьби 2022 | Іран   | греко-римська боротьба, до 97 кг | Бронза |

### Виступи на Чемпіонатах Азії
| Змагання                       | Збірна | Вагова категорія                 | Місце  |
| ------------------------------ | ------ | -------------------------------- | ------ |
| Чемпіонат Азії з боротьби 2020 | Іран   | греко-римська боротьба, до 97 кг | Золото |

### Виступи на інших змаганнях
| Змагання                                                      | Збірна | Вагова категорія                 | Місце  |
| ------------------------------------------------------------- | ------ | -------------------------------- | ------ |
| Турнір Вехбі Емре і Гаміта Каплана 2019                       | Іран   | греко-римська боротьба, до 87 кг | Золото |
| Турнір Г. Картозія і В. Балавадзе 2019                        | Іран   | греко-римська боротьба, до 97 кг | Золото |
| Клубний чемпіонат світу з боротьби 2020                       | Іран   | команда                          | Золото |
| Кубок світу з боротьби 2020                                   | Іран   | греко-римська боротьба, до 97 кг | Бронза |
| Азійський олімпійський кваліфікаційний турнір з боротьби 2021 | Іран   | греко-римська боротьба, до 97 кг | Золото |
| Кубок Владислава Пітласинські 2021                            | Іран   | греко-римська боротьба, до 97 кг | Золото |
| Кубок Владислава Пітласинські 2022                            | Іран   | греко-римська боротьба, до 97 кг | Золото |

### Виступи на змаганнях молодших вікових груп
| Змагання                                      | Збірна | Вагова категорія                 | Місце  |
| --------------------------------------------- | ------ | -------------------------------- | ------ |
| Чемпіонат Азії з боротьби серед юніорів 2018  | Іран   | греко-римська боротьба, до 87 кг | Золото |
| Чемпіонат світу з боротьби серед юніорів 2018 | Іран   | греко-римська боротьба, до 87 кг | Золото |
| Чемпіонат Азії з боротьби серед молоді 2019   | Іран   | греко-римська боротьба, до 87 кг | Золото |
| Чемпіонат світу з боротьби серед молоді 2019  | Іран   | греко-римська боротьба, до 97 кг | Бронза |